# Réalisme moral
Le réalisme moral est la thèse méta-éthique selon laquelle les valeurs morales sont des faits objectifs, indépendantes des croyances individuelles et des normes culturelles. Selon ce principe, il existe des vérités morales objectives qui peuvent être découvertes et justifiées par la raison.
Le réalisme moral implique qu'il y ait des faits moraux, concernant par exemple les actions obligatoires, les actions justes et les actions mauvaises, dont l'existence et la nature sont en grande partie indépendantes des croyances et des attitudes de ceux qui les expriment. Le réalisme moral partage une position similaire à l'universalisme moral, à la différence que ce dernier met davantage l'accent sur la capacité des principes moraux à s'appliquer de manière universelle.
Le réalisme moral s'oppose à d'autres positions philosophiques telles que :
- le relativisme moral, qui affirme que les valeurs morales sont relatives à chaque individu ou à chaque culture
- le subjectivisme moral, qui soutient que les valeurs morales sont des constructions subjectives sans fondement objectif

Par ailleurs, le réalisme moral ne doit être confondu avec des positions apparentées telle que :
- l'absolutisme moral, qui postule l'existence de normes et de principes moraux absolus et invariables
- l'objectivisme ou universalisme moral, doctrine selon laquelle un système d'éthique doit s'appliquer universellement, c'est-à-dire pour tous les individus dans la même situation.

Cette position est défendue, entre autres, par Richard Boyd, David Brink, Peter Railton et Nicholas Sturgeon.
Selon un sondage effectué en 2020 auprès de 1 719 philosophes anglophones de toutes nationalités, 62 % des personnes interrogées acceptent ou penchent vers le réalisme moral. D'après ce même sondage, 65 % des spécialistes en méta-éthique interrogés (228 répondants) acceptent ou penchent vers le réalisme moral.

## Critiques
Malgré l'appui de ses partisans, le réalisme moral est sujet à certaines critiques :
- Le réalisme moral peine à expliquer la diversité de points de vue moraux à travers les cultures et les individus. Si les principes moraux sont objectivement vrais, pourquoi existe-t-il des désaccords moraux profonds, notamment sur des questions telles que l'avortement, la peine de mort, les manipulations génétiques, le mariage homosexuel ou l'euthanasie ? Cette diversité suggère plutôt que la moralité est influencée par des facteurs subjectifs tels que la culture, l'éducation et l'expérience personnelle
- Le réalisme moral peut également avoir du mal à expliquer l'existence des réflexions et motivations d'ordres moraux. Si les valeurs morales relèvent simplement d'une question de faits objectifs, quelles sont les raisons qui nous poussent à continuer à accorder de l'importance à l'action morale ? Les émotions et les motivations jouent un rôle crucial dans notre expérience morale, mais elles sont souvent perçues comme étant de nature subjective
- Le réalisme moral est confronté à la loi de Hume selon lequel il est impossible de dériver des jugements de valeur (ce qui devrait être) à partir de jugements de faits (ce qui est). Même si nous acceptons l'existence de faits moraux objectifs, il reste difficile de justifier pourquoi nous devrions agir en accord avec ces faits